# 陳應和
陳應和（1504年—？），字文祥，又字鳴盛，浙江湖州府歸安縣人，軍籍，明朝政治人物。

## 生平
嘉靖二十二年（1543年）癸卯科順天府鄉試第二名舉人。嘉靖二十九年（1550年）中式庚戌科會試第八十一名，二甲第四十三名進士。曾任山西蒲州知州。三十八年任池州府知府，四十一年升河南按察司副使，四十三年八月升贵州布政司右参政。遷雲南按察使，隆庆二年（1568年）正月升河南右布政使，四年轉左布政，五年正月考察以年老致仕。

## 家族
曾祖陳琦，七品散官；祖父陳斆，贈知縣；父陳恪，大理寺卿。母朱氏（封太淑人）。永感下。兄陳應期（鹽課司提舉）、陳應奎（推官）。